# Safran Helicopter Engines
Safran Helicopter Engines (früher: Turbomeca) ist ein französischer Hersteller von Gasturbinen für die Luftfahrt mit Sitz in Bordes, Département Pyrénées-Atlantiques und Geschäftsbereich der Safran-Gruppe. Das Unternehmen wurde 1938 von Joseph R. Szydlowski und André Planiol gegründet, um Gebläse, Kompressoren und Turbinen für die Luftfahrt zu entwickeln und herzustellen. Seit dem 1. März 2001 ist Emeric d'Arcimoles CEO. Der Umsatz 2005 betrug 727 Millionen Euro, die Mitarbeiterzahl lag bei 4905 (12/2005), davon 997 außerhalb Frankreichs. Insgesamt wurden bis einschließlich 2006 über 50.000 Einheiten hergestellt, von denen etwa 14.000 aktuell noch in Betrieb sind.

## Geschichte
Das erste Werk wurde 1939 in Mézières-sur-Seine eröffnet, wo man Kompressoren für Hispano-Suiza herstellte. Laut Jane’s soll die Firma im Juni 1940, also offensichtlich kurz vor dem Waffenstillstand (22. Juni 1940), angewiesen worden sein, das Werk nach Bordes am Fuße der Pyrenäen zu verlegen, dem heutigen Stammsitz. Turbomeca nennt allerdings das Jahr 1942 als Zeitpunkt für die Arbeitsaufnahme am neuen Standort. Gefertigt wurden dort weiter Lader für Hispano-Suiza und Gnôme-Rhône.
Nach dem Zweiten Weltkrieg wurde im November 1945 in Bregenz unter französischer Aufsicht eine Gruppe von 125 deutschen Ingenieuren zusammengestellt, die zum größten Teil aus der ehemaligen Daimler-Benz Motorenentwicklung kamen und im Juli 1946 in Pau eintrafen. Leiter der Gruppe war der spätere Chefkonstrukteur von Daimler-Benz, Fritz Nallinger. Auf dessen Vorschlag hin hatte sich Turbomeca dafür starkgemacht, ein Strahltriebwerk von 59 kN Schub zu entwickeln, das für ein sechsstrahliges Transatlantikflugzeug vorgesehen war, wofür die Firma von Regierungsseite sogar einen Auftrag hatte. Zusätzlich galt es, eine Wellenturbine mit 2500 PS zu entwickeln. Es zeigte sich jedoch bald, dass damals ein Strahltriebwerk dieser Leistung noch nicht möglich war. Daraufhin wurde die Entwicklung Ende 1947 abgebrochen und die meisten deutschen Mitarbeiter kehrten nach Hause zurück. 2 Gruppen blieben jedoch bei Turbomeca, denen nun normale Arbeitsverträge angeboten wurden. Eine Gruppe entwickelte einen Axialverdichter für das Aspin-Turbofan-Triebwerk, die andere entwickelte das Urmodell der bis heute gebräuchlichen Ringbrennkammer von Turbomeca. 
Die Firmenleitung beschloss, sich ganz auf Kleingasturbinen zu konzentrieren. Nachdem bereits 1946 eine erste mit Radialverdichter, Ringbrennkammer und Axialturbine von 44 kW entwickelt worden war, erhielt die Firma 1947 den Auftrag für die Weiterentwicklung zum TT 782 mit einer Leistung von 74 kW. Diese Leistung sollte auch noch in 6000 m Höhe abgegeben werden. Das Triebwerk war als Antrieb für einen Generator vorgesehen. Daraus entstand wiederum die 118 kW starke Wellenturbine Turbomeca Orédon, die in Serie ging.
Das Verdichteraggregat Turbomeca Arrius lieferte dann die Luft für den Blattspitzenantrieb des in Serie gebauten Hubschraubers Sud-Ouest SO 1120 Ariel III, der als Erster mit einer Gasturbine ausgestattet war. Der Durchbruch gelang mit dem Turbomeca Artouste für die Aérospatiale Alouette II. Für die Entwicklung dieser Triebwerkslinie waren im Wesentlichen Georg Oberländer und  Dr. Ing. Heinrich Kühl zuständig.
1965 wurde in Tarnos ein weiteres Werk errichtet. 1966 gründete man mit Rolls-Royce die Rolls-Royce Turbomeca Limited, um gemeinsam das Triebwerk Adour für die SEPECAT Jaguar zu entwickeln.
Insgesamt wurden über 50 verschiedene Turbotriebwerke entwickelt, von denen etwa 15 in mehreren Varianten in größeren Serien gefertigt wurden.
Neben den Werken an den drei Standorten gehört auch das CGTM, ein Flugversuchszentrum mit Sitz am Flughafen Pau Pyrénées, zum Unternehmen. Die Firma Microturbo mit Sitz in Toulouse ist ebenfalls ein Tochterunternehmen von Turbomeca, wird jedoch eigenständig geführt.

## Aktuelle Produkte
- Safran Arrano
- Safran Arrius
- Turbomeca Arriel
- Turbomeca TM 333
- Turbomeca Ardiden
- MTR390 (mit MTU Aero Engines und Rolls-Royce)
- Turbomeca Makila
- Rolls-Royce/Turbomeca RTM322
- Turbomeca Astazou
- Turbomeca Artouste
- Turbomeca Turmo
- Rolls-Royce Turboméca Adour

## Weitere Produkte
- Turbomeca TT 782
- Turbomeca Orédon
- Turbomeca Aspin
- Turbomeca Astafan
- Turbomeca Arbizon
- Turbomeca Marboré
- Turbomeca TR281
- Turbomeca Bastan
- Turbomeca Turmastazou
- Turbomeca Palouste
- Turbomeca Palas